# Carthalon (officier d'Hannibal)
Pour les articles homonymes, voir Carthalon.
Carthalon, mort vers 209 avant J.-C. est un militaire carthaginois et homme de confiance d'Hannibal Barca du IIIe siècle av. J.-C.

## Biographie
Il remporte une victoire face à L. Hostilius Mancinus près de Casilinum en - 217.
Carthalon a exercé son commandement dans la Cavalerie numide. Après la bataille de Cannes, il est envoyé à Rome comme émissaire avec dix prisonniers romains pour discuter de la fin des hostilités. La proposition de paix est refusée par le Sénat.
En 209 avant J.-C., Carthalon est commandant de la garnison punique de Tarente, prise par Hannibal trois ans auparavant (en). Quintus Fabius Maximus Verrucosus engage l'armée romaine pour reprendre la place lors de la Bataille de Tarente (209 av. J.-C.) (en). Carthalon est tué dans cette bataille.